# Mary Ann Aldham
Mary Ann Aldham (28 de septiembre de 1858 – 1940) fue una sufragista militante inglesa y miembro de la Unión Social y Política de las Mujeres (WSPU, por sus siglas en inglés) que fue encarcelada al menos siete veces. Hizo una huelga de hambre en la prisión, donde fue alimentada a la fuerza por lo que recibió la Medalla de Huelga de Hambre de la WSPU. 

## Biografía
Mary Ann nació en Deptford en Kent en 1858 como Mary Ann Mitchell Wood, hija de Mary Ann y Alfred Robert Wood, un capitán; su madre murió menos de dos meses después de su nacimiento. El 10 de octubre de 1883, Mary Ann Wood se casó con Arthur Robert Aldham (1853–1905), un empleado comercial de la línea P&O Shipping Line y con él tuvo dos hijas: Mary Aldham (1885–1955) y Gertrude Aldham (1887–1909). Su esposo murió en 1905.

## Activismo
Después de unirse a la Unión Social y Política de las Mujeres en aproximadamente 1908, Aldham fue arrestada al menos siete veces: el 14 de octubre de 1908 y el 19 de noviembre de 1908 (como Mary Ann Mitchell Oldham); 22 de noviembre de 1911; 7 de marzo de 1912; 19 de marzo de 1912; 17 de noviembre de 1913 y 4 de mayo de 1914. A menudo usaba su apellido de soltera, Wood, o el supuesto nombre Oldham (presumiblemente por su similitud con su apellido real 'Aldham') cuando era arrestada. Estaba entre las 223 mujeres arrestadas en noviembre de 1911 por romper ventanas y fue la primera acusada en comparecer en el juicio posterior al que asistieron Christabel y Sylvia Pankhurst. Se negó a pagar su multa por lo cual fue sentenciada a un mes en la prisión de Holloway. Después de dos arrestos en marzo de 1912, fue sentenciada a seis meses en la prisión de Holloway durante la cual inició una huelga de hambre pero no fue alimentada a la fuerza; fue liberada a fines de junio de 1912. 
Para mantener la moral en prisión, las mujeres se vieron obligadas a hacer su propio entretenimiento. Algunas como Emmeline Pethick-Lawrence contaban historias; más tarde, Emmeline Pankhurst recordó los primeros días de la WSPU. El 10 de junio de 1912, las tres abuelas encarceladas: Gertrude Wilkinson (también conocida como Jessie Howard), Janet Boyd y Aldham cantaron juntas. En otra ocasión, algunas interpretaron una escena de The Merchant of Venice con Evaline Hilda Burkitt como Shylock y el papel de Narissa interpretado por Doreen Allen. Durante su tiempo en Holloway, ella y sus compañeras de prisión firmaron el pañuelo Suffragette, que posteriormente fue bordado por Janie Terrero. Aldham fue una de las dos abuelas cuyos nombres aparecen en él.
En noviembre de 1913, Aldham, de 55 años, estaba entre un grupo de cuatro sufragistas que protestaron en el Old Bailey durante el juicio de Jane Short (también conocida como Rachel Peace) que había sido alimentada a la fuerza mientras estaba en prisión preventiva en espera de juicio. Al ser acusada de romper cristales en la corte, Aldham dijo "lo hice". Por esta acción, se le sentenció a un mes de prisión con trabajos forzados. Debía ser puesta en libertad de conformidad con la Ley de prisioneros (alta temporal por mala salud) de 1913, también conocida como la "Ley del gato y el ratón" ; esta liberaba prisioneros en huelga de hambre peligrosamente enfermos hasta que recuperaran su salud y pudieran ser encarcelados nuevamente para cumplir el resto de su condena.

## Muerte
Mary Ann Aldham murió en Uxbridge en Middlesex en 1940. Su familia vendió su Medalla de Huelga de Hambre de tres barras y otros artículos de su época como sufragista en una subasta en 2015 a un precio de £ 23,450. Los recuerdos fueron comprados por un coleccionista privado en el Reino Unido.